# Edwin van der Sar
Edwin van der Sar (Voorhout, 29 de outubro de 1970) é um ex-futebolista neerlandês que atuava como goleiro. Ídolo do Ajax e do Manchester United, é considerado um dos maiores goleiros da história do futebol mundial.

## Carreira

### Início
Entrevistado por Maarten Arts, treinador de goleiros neerlandês, para o livro "The Soccer Goalkeeper Coach", Edwin revelou que, originalmente, não era goleiro. Entretanto, quando tinha oito anos, o goleiro do time em que jogava não compareceu a um jogo e o treinador pediu a Edwin que ocupasse o lugar do colega, dizendo "Você é o mais alto do time, então tente". A experiência deu certo e o neerlandês achou a posição na qual seguiria pelo resto da carreira.
Edwin começaria a jogar num clube amador de sua cidade natal, o Foreholte, onde passaria mais cinco anos, quando iria para o VV Noordwijk. Até que Louis van Gaal, então auxiliar técnico de Leo Beenhakker, treinador do Ajax, foi a Noordwijk, procurando um goleiro para o time de juniores. Lá, o treinador do time em que Van der Sar atuava, Ruud Bröring, sugeriu o nome de Van der Sar a Van Gaal, com quem Bröring jogava cartas num grupo de amigos. Começou aí a fase profissional da carreira do arqueiro, que iria para os times de base do clube de Amsterdã, aperfeiçoando-se na afamada escola De Toekomst (O Futuro), onde o Ajax forma jogadores para o elenco principal.

### Ajax
Não demoraria muito e Van der Sar subiria, em 1990, para o time principal do Ajax, inicialmente como reserva de Stanley Menzo, titular da equipe havia seis anos. Na temporada 1990–91 da Eredivisie (Campeonato Neerlandês), Edwin teria a primeira oportunidade jogando no time titular, entrando no lugar do contundido Menzo durante uma partida contra o Sparta Roterdã, no dia 23 de abril de 1991. Um ano mais tarde, ainda na reserva de Menzo, conquistaria seu primeiro título pelo Ajax, a Copa da UEFA, na qual o clube neerlandês venceu o Torino, da Itália, na final.
E em 1993, além do triunfo na Copa dos Países Baixos, Van der Sar finalmente conquistaria a titularidade no gol do Ajax. Tudo se deveu a uma terrível atuação de Stanley Menzo no jogo de ida das quartas de final da Copa da UEFA de 1992–93, entre o Ajax e o Auxerre, da França: Menzo marcou um gol contra e falhou em outro tento do Auxerre. E o mesmo Louis van Gaal que contratara Van der Sar, àquela altura já treinador do time, deu o posto de titular a ele. Desde então, Van der Sar foi titular numa fase de muitas conquistas do Ajax: os títulos holandeses de 1993–94 e 1994–95, além da Liga dos Campeões da UEFA de 1994–95. No time campeão europeu, além do já veterano Frank Rijkaard, toda uma geração de jogadores que desenvolveram-se junto do goleiro também seria titular, destacando-se Marc Overmars, Edgar Davids, Patrick Kluivert, os irmãos De Boer (Ronald e Frank) e os nigerianos Nwankwo Kanu e Finidi George.
Van der Sar foi, então, considerado um dos pilares do título, por ter aliado a segurança debaixo das traves à habilidade em jogar com os pés, chegando mesmo a iniciar jogadas de ataque e a trocar passes com os zagueiros, como se fosse um líbero. Tal estilo de jogo rendeu a ele o troféu de "Melhor Goleiro Europeu" de 1995, dado pela UEFA. E a lista de triunfos em 1995 continuou: além do bicampeonato neerlandês e da Supercopa da UEFA — esta última, vencendo o Zaragoza, da Espanha —, o Ajax também voltou a ser campeão mundial, vencendo a Copa Intercontinental ao derrotar o Grêmio, nos pênaltis, por 4–3, após um empate sem gols nos 120 minutos de jogo. Van der Sar exerceu papel decisivo na partida em Tóquio, ao defender a cobrança de Dinho e ver Francisco Arce errar a dele.
Na temporada seguinte, 1995–96, apesar da conquista do tricampeonato neerlandês pelo Ajax, Van der Sar fez parte da equipe que foi novamente à final da Liga dos Campeões da UEFA, mas que foi derrotada pela Juventus, em outra disputa por pênaltis. Seria o início do fim do longo período do goleiro no Ajax: em 1999, após quatro prêmios de melhor goleiro da Eredivisie e um troféu de melhor jogador do ano, chegava a hora de Van der Sar sair dos Países Baixos. E, logo após conquistar seu quarto título neerlandês, ao cabo de 226 partidas com a camisa 1 do Ajax (e um gol, num pênalti convertido na goleada de 8–1 aplicada pelo time contra o De Graafschap, em jogo válido pelo Campeonato Neerlandês 1997–98), ele se transferiu para a Juventus, sendo o primeiro goleiro não-italiano a jogar pelo time de Turim.

### Juventus
Van der Sar chegou à Juventus tendo a seu lado colegas como Zinédine Zidane e Edgar Davids, sendo o último ex-companheiro de Ajax. Todavia, sua passagem pela equipe foi considerada decepcionante: no primeiro torneio disputado como titular do alvinegro turinês, a Serie A da temporada 1999–00, o neerlandês viu seu time perder o título para a Lazio na última rodada. A situação não melhoraria na temporada seguinte, 2000–01: na Liga dos Campeões da UEFA, a Juventus seria eliminada logo na primeira fase, e novamente seria vice-campeã italiana. Van der Sar foi criticado por algumas falhas cometidas.
O fim da passagem pela Juventus chegou na metade de 2001. Após o fim da temporada, os diretores do clube italiano asseguraram-lhe a permanência entre os titulares e descartaram a contratação de outro goleiro. Mas a pressão da torcida pelos maus resultados fez com que voltassem atrás em sua decisão, contratando Gianluigi Buffon e dando ao arqueiro italiano a vaga de titular. Sentindo-se traído pelo clube italiano, e com propostas de clubes como Manchester United, Arsenal e Liverpool, o neerlandês aceitou a proposta feita pelo Fulham, da Inglaterra, através do então técnico do clube, o francês Jean Tigana, transferindo-se para o clube britânico em agosto de 2001.

### Fulham

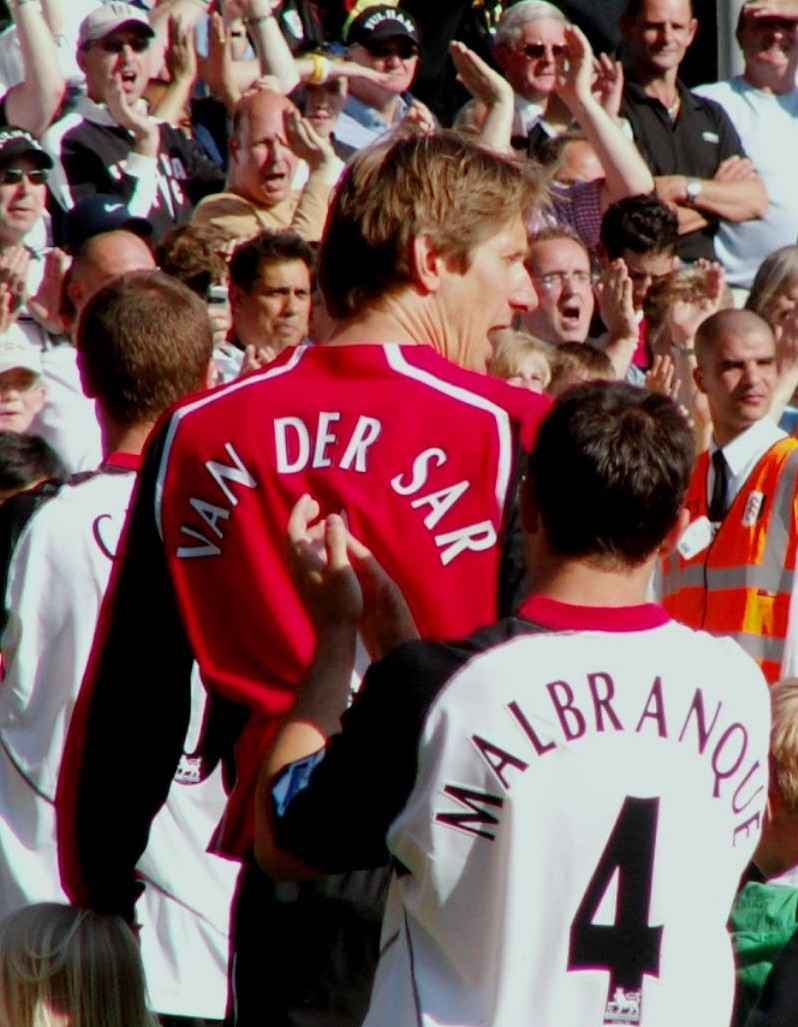
Van der Sar atuando pelo Fulham em 2004

Na primeira temporada pelo Fulham, Van der Sar foi dos principais jogadores a ajudar o time a chegar às semifinais da Copa da Inglaterra. Na temporada seguinte, 2002–03, encerrou seu jejum pessoal de títulos, vencendo a Copa Intertoto de 2002 e voltando a notabilizar-se por várias defesas de pênaltis: se, na temporada anterior, já havia defendido uma cobrança de Alan Shearer, durante uma partida contra o Newcastle, pela Premier League, defenderia três em 2002, também pela Liga Inglesa, sendo uma novamente cobrada por Shearer. As outras foram cobradas pelos trinitários Stern John — em uma partida contra o Birmingham City — e Dwight Yorke — quando o Fulham enfrentou o Blackburn Rovers, clube pelo qual atuava Yorke. Entretanto, na metade do campeonato, sofreu uma contusão que o deixaria fora de boa parte das partidas.
De volta aos campos na Premier League de 2003–04, Van der Sar teve seu melhor campeonato em muito tempo. Já na primeira partida, contra o Middlesbrough, Van der Sar defendeu seu quarto pênalti com a camisa do Fulham, ajudando o clube londrino a vencer por 1–0. No dia 25 de outubro de 2003, teria outra performance excelente no triunfo contra o então campeão inglês, o Manchester United. Um mês e cinco dias mais tarde, com defesas milagrosas, foi decisivo no empate que os Cottagers arrancaram contra o Arsenal, que se sagraria campeão inglês ao final da temporada, de modo invicto. E, no dia 17 de abril de 2004, teria outra performance espetacular, na partida entre e Liverpool, fora de casa, segurando o empate sem gols — que seria decisivo para a permanência do Fulham na Premier League — e defendendo mais uma cobrança de pênalti, feita por Steven Gerrard. Ao final da temporada, foi considerado o melhor jogador do Fulham em 2004. Na temporada seguinte, Van der Sar novamente fez um campeonato considerado bom pelo Fulham, tendo como principal performance o jogo contra o Aston Villa no dia 2 de fevereiro de 2005, quando defendeu dois pênaltis, ambos cobrados por Juan Pablo Ángel. E, ao fim daquela temporada, finalmente o interesse de longa data que o Manchester United tinha pelo goleiro foi correspondido: buscando encerrar a procura que o clube fazia por um arqueiro confiável após a saída de Peter Schmeichel, em 1999, Alex Ferguson fechou negócio com Van der Sar.

### Manchester United
No Manchester United, Van der Sar teve uma das passagens mais vitoriosas da carreira. Titular absoluto na equipe comandada por Alex Ferguson, o goleiro holandês conquistou vários troféus, com destaque a quatro títulos da Premier League (2006–07, 2007–08, 2008–09 e 2010–11), uma Liga dos Campeões da UEFA (2007–08) e um Mundial de Clubes (2008). No título da Liga dos Campeões, Van der Sar foi considerado o destaque da final: na decisão por pênaltis contra o Chelsea, após 1–1 no tempo normal e na prorrogação, o goleiro defendeu a cobrança decisiva de Nicolas Anelka, definindo o triunfo do Manchester United na série de cobranças, por 6–5. Com tal feito, não só foi escolhido o melhor jogador daquela final, mas também o melhor goleiro da temporada europeia de futebol em 2007–08.
Na temporada 2008–09, a seguinte, Van der Sar conseguiu mais um marco: estabeleceu o recorde de invencibilidade em campeonatos de futebol no Reino Unido, ficando sem sofrer gols por 1.311 minutos, entre 8 de novembro de 2008 e 11 de março de 2009.

### Aposentadoria

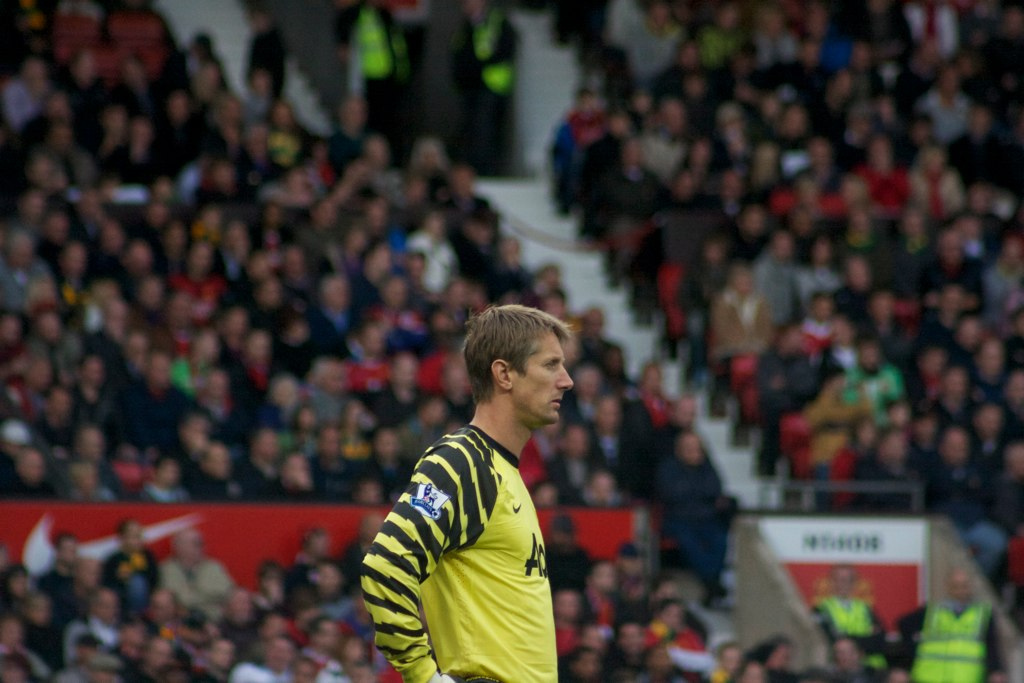
Van der Sar pelo Manchester United em outubro de 2010

Após 21 anos de carreira, o goleiro anunciou no dia 27 de janeiro de 2011 que se aposentaria ao final da temporada. O último jogo de Van der Sar pelo Manchester United foi contra o Barcelona, no dia 28 de maio, na final da Liga dos Campeões realizada no Estádio de Wembley. Liderado por Lionel Messi, o clube espanhol venceu por 3–1.
"Agora é o momento de me dedicar à família. Não sei dizer realmente quando tomei esta decisão, mas já me rondava a cabeça desde que Anne-Marie sofreu um problema." — Van der Sar, referindo-se ao derrame cerebral sofrido por sua esposa em 2009.
Para celebrar sua carreira, Van der Sar teve uma festa organizada em sua homenagem, no dia 3 de agosto de 2011, na Amsterdam Arena (hoje chamada Johan Cruyff Arena), participando de dois jogos amistosos: o primeiro, entre jogadores da seleção da Holanda na Copa do Mundo FIFA de 1998 e jogadores do Ajax campeão europeu de 1994-95, e o segundo, do Ajax de então contra um combinado de colegas do goleiro nos clubes por que passou.

### Retorno aos gramados
Em março de 2016, aos 45 anos, Van der Sar reativou temporariamente a carreira, fazendo um jogo pelo VV Noordwijk, clube amador em que começara a jogar futebol. Disputando então a Hoofdklasse (quarta divisão holandesa), o VV Noordwijk tivera o goleiro titular, Mustapha Amezrine, lesionado, fazendo então uma proposta a Van der Sar para que aceitasse substituir o goleiro por uma partida. O ex-jogador aceitou, alegando ser uma honra defender o clube que o revelou, e jogou a partida contra o Joden Boys, pela 19ª rodada da Hoofdklasse. Durante o jogo, Van der Sar defendeu um pênalti.

## Seleção Nacional
É considerado pelos especialistas como o melhor goleiro da história da Seleção Neerlandesa. Até 2017, Van der Sar foi o jogador que mais tinha atuado pelos Países Baixos, com 130 partidas disputadas, até Wesley Sneijder ultrapassá-lo. Ele começou de modo relativamente precoce: menos de um ano após garantir a titularidade no gol do Ajax, ele foi convocado pelo treinador Dick Advocaat como um dos três goleiros da Holanda na Copa do Mundo FIFA de 1994. Entretanto, não jogou nenhuma partida no mundial realizado nos Estados Unidos.
A estreia como titular dos Países Baixos veio somente um ano mais tarde. No dia 7 de junho de 1995, exatamente dez dias após estar em campo na final da Liga dos Campeões que o Ajax vencera, Edwin jogou sua primeira partida no gol dos Países Baixos, num amistoso contra a Bielorrússia. Segundo Edwin, "A Bielorrússia era um país muito pobre naquela época. No hotel em que ficamos não havia cortinas nem vasos sanitários, e as janelas estavam quebradas. Perdemos por 1–0, logo não foi o melhor dos começos para minha carreira na Seleção".
Não demorou muito e Edwin assumiu o posto de titular, substituindo Ed de Goeij, que seria seu reserva a partir da Euro 1996. Mesmo com a eliminação para a França nas quartas de final, Van der Sar continuou titular. Na Copa do Mundo FIFA de 1998, o arqueiro seria um dos expoentes da boa campanha neerlandesa. Mesmo com a eliminação para o Brasil na decisão por pênaltis (nessa disputa brilhou o experiente Taffarel), ele foi considerado, quase unanimemente, um dos quatro melhores goleiros daquela Copa, junto do francês Fabien Barthez, do brasileiro Taffarel e do paraguaio José Luis Chilavert.
Na Euro 2000, sediada em conjunto por Bélgica e Países Baixos, Edwin tinha ótima chance de conseguir seu primeiro título pela Seleção Neerlandesa, mas uma nova eliminação numa disputa de tiros da marca penal – desta vez, para a Itália – deu início a uma fase de entressafra. Seria ele o titular da péssima campanha nas Eliminatórias da Copa do Mundo FIFA de 2002, quando os Países Baixos perderiam a vaga no torneio para Portugal e Irlanda.
A má fase só cessaria com a qualificação para a Euro 2004. Após um bom tempo, a Laranja voltaria a fazer bom papel num torneio de seleções. Nas quartas de final, disputadas contra a Suécia, um dos momentos inesquecíveis da carreira de Van der Sar. Após empate sem gols no tempo normal e na prorrogação, outra disputa de penais viria. Mas, desta vez, o resultado seria positivo: Edwin veria Zlatan Ibrahimović chutar por cima do gol e defenderia a cobrança de Olof Mellberg, ajudando na vitória neerlandesa por 4–3, que levou a Holanda às semifinais. Na semifinal, no entanto, a Holanda perderia para Portugal por 2–1, sendo assim eliminada da competição.
Nas Eliminatórias da Copa do Mundo de 2006, Van der Sar seria, novamente, decisivo. Mesmo com a reformulação promovida no elenco pelo técnico Marco van Basten, limando alguns contemporâneos do goleiro, como Davids e Clarence Seedorf, para a entrada de jogadores mais jovens, como Sneijder, Robin van Persie, Rafael van der Vaart e Dirk Kuyt, Edwin permaneceu sendo de grande valia. Na partida contra a República Tcheca, decisiva para a classificação neerlandesa ao Mundial, Edwin defendeu um pênalti cobrado por Tomáš Rosický, ajudando na vitória neerlandesa por 2–0.

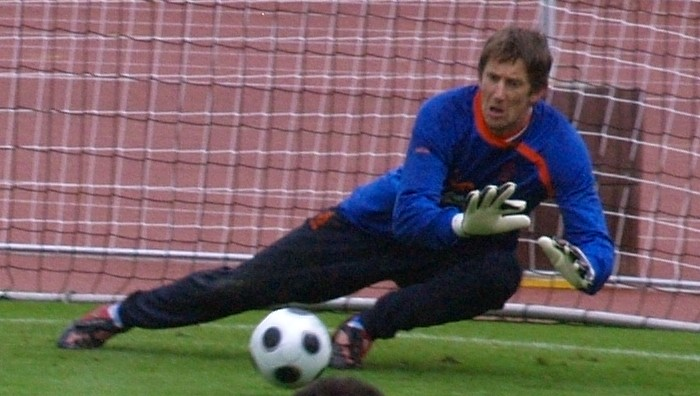
Van der Sar treinando pela Holanda durante a Euro 2008

Assim, Edwin chegou à Alemanha para a Copa trazendo na bagagem a maior invencibilidade de um goleiro neerlandês na história da Seleção: 1013 minutos sem sofrer gols, recorde que só seria quebrado com o tento de Bakari Koné, na partida entre Holanda e Costa do Marfim. Entretanto, a eliminação nas oitavas de final para Portugal, na partida em que ficou conhecida como batalha de Nuremberg, trouxe grande tristeza ao goleiro, que chorou copiosamente ao final do jogo em Nuremberg, por acreditar que aquela seria sua última partida pela Seleção. Aquela, aliás, foi a 113ª partida de Edwin pela Holanda, quebrando o recorde antes pertencente a Frank de Boer e tornando-se o jogador com mais partidas pelos Países Baixos.
No entanto, após as férias, Edwin anunciou que continuaria jogando pelos Países Baixos, embora privilegiando apenas os jogos válidos pela Euro 2008; assim, nos amistosos ele deu oportunidade a Henk Timmer e Maarten Stekelenburg. Após a campanha que qualificou a Seleção Neerlandesa para tal torneio, o arqueiro foi entrevistado por uma rádio, no dia de seu 37º aniversário, e anunciou que provavelmente deixaria a Seleção após a Euro 2008. Após a derrota para a Rússia, nas quartas de final do torneio (16ª partida do goleiro por Eurocopas, igualando o recorde do francês Lilian Thuram), Edwin confirmou que estava encerrando a carreira na Seleção, após 13 anos e 128 jogos.
Dois meses depois, no entanto, Van der Sar voltou a jogar pela Seleção Neerlandesa, em caráter de urgência. O novo treinador da Holanda, Bert van Marwijk, já convocara os sucessores Timmer e Stekelenburg — este, o novo titular no onze neerlandês — para as partidas válidas pela segunda rodada das Eliminatórias da Copa do Mundo FIFA de 2010, contra Islândia e Noruega. Todavia, Timmer sofreu uma contusão na perna, no dia 27 de setembro de 2008, em jogo contra o Groningen, pela quarta rodada da Eredivisie. E Stekelenburg, após reclamar de dores no ombro, descobriu uma lesão no tendão, que o deixaria seis semanas fora dos campos. Assim, Van Marwijk, em 3 de outubro, anunciou que, após conversa com Van der Sar — que também incluiu seu auxiliar, Frank de Boer —, conseguiu convencer o jogador a voltar temporariamente ao time titular neerlandês nas duas partidas. Segundo Van Marwijk, "junto com Frank, eu entrei em contato com Edwin. Ele ficou surpreso em um primeiro momento mas também lisonjeado. E aceitou nosso convite no mesmo dia". Após jogar as duas partidas, Van der Sar encerrou definitivamente sua carreira na Seleção dos Países Baixos.

## Carreira como dirigente
Após passar um ano sabático ao terminar a carreira de jogador, Van der Sar chegou à diretoria do Ajax em novembro de 2012, trabalhando inicialmente como diretor de marketing. Quatro anos depois, Van der Sar foi promovido a diretor geral do clube holandês, e renovou contrato para o cargo em 2019.

## Vida pessoal

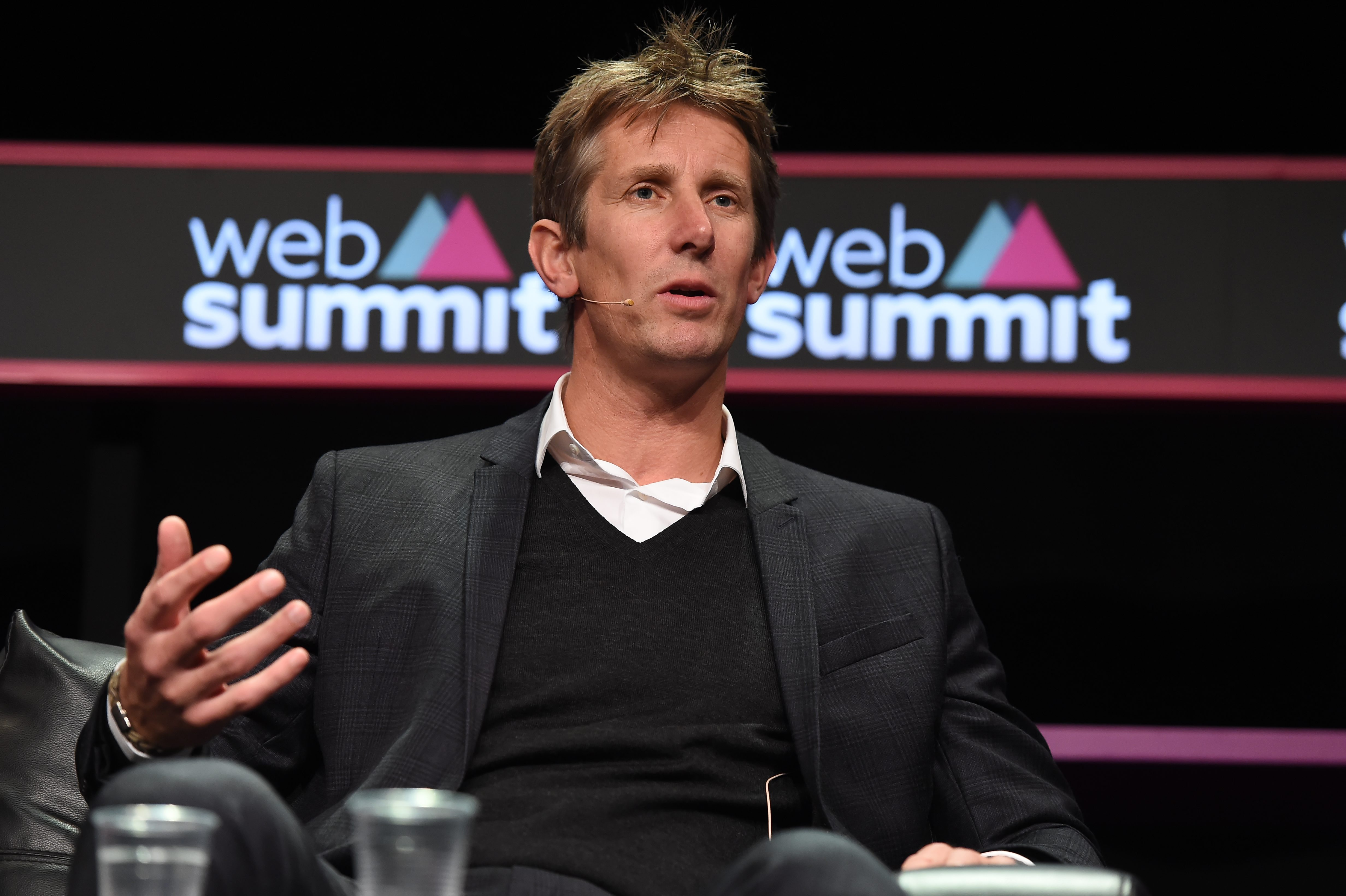
Van der Sar na Web Summit de 2015

Edwin é casado com Anne-Marie van Kesteren. Embora o casal se conhecesse há alguns anos — o primeiro encontro deu-se no mercado do irmão de Anne-Marie —, a cerimônia de casamento deu-se a 20 de maio de 2006, na entrada do Hotel Krasnapolsky, em Amsterdã. Entre os presentes à cerimônia estava Ruud van Nistelrooy, amigo pessoal de Edwin.
Edwin e Anne-Marie têm dois filhos: Joe e Lynn. Joe ficou famoso por aparecer nos braços do pai, celebrando a vitória contra a Suécia na Euro 2004, e chegou a tentar carreira no futebol profissional, também jogando como goleiro.
Em dezembro de 2009, sua esposa Anne-Marie sofreu um derrame cerebral e esteve em estado gravíssimo, fato que culminou na perda de alguns jogos por parte de Van der Sar, que viajou aos Países Baixos para ficar ao lado de sua mulher. Durante este período, foi substituído pelo polonês Tomasz Kuszczak.

## Títulos
Ajax
- Copa da UEFA: 1991–92
- Copa dos Países Baixos: 1992–93, 1997–98 e 1998–99
- Eredivisie: 1993–94, 1994–95, 1995–96 e 1997–98
- Supercopa dos Países Baixos: 1993–94, 1994–95 e 1995–96
- Liga dos Campeões da UEFA: 1994–95
- Supercopa da UEFA: 1995
- Copa Intercontinental: 1995

Juventus
- Copa Intertoto da UEFA: 1999

Fulham
- Copa Intertoto da UEFA: 2002

Manchester United
- Copa da Liga Inglesa: 2005–06 e 2009–10
- Premier League: 2006–07, 2007–08, 2008–09 e 2010–11
- Supercopa da Inglaterra: 2007, 2008, 2010 e 2011
- Liga dos Campeões da UEFA: 2007–08
- Copa do Mundo de Clubes da FIFA: 2008

### Prêmios individuais
- Melhor goleiro da Liga dos Campeões da UEFA: 1994–95, 1995–96, 2007–08 e 2008–09
- Melhor goleiro da Eredivisie: 1994–95, 1995–96, 1996–97 e 1997–98
- Futebolista Neerlandês do Ano: 1998
- Melhor jogador do Fulham na temporada: 2003–04
- Melhor goleiro da Premier League: 2006–07, 2008–09 e 2009–10
- Melhor jogador da final da Liga dos Campeões da UEFA: 2007–08